# Le Mont des âmes

Le Mont des âmes (El monte de las ánimas en espagnol) est une des histoires qui font partie du recueil de Gustavo Adolfo Bécquer appelé Légendes. La légende raconte ce que il lui est arrivé à un jeune appelé Alonso qui essaya de plaire à sa cousine dont il est amoureux pendant la nuit des Morts. Il l'a publié le 7 novembre 1861 pour la première fois, dans le quotidien El Contemporáneo (es).

## Structure
Le récit principal est précédé d'un prologue et fermée par un épilogue, et se structure en trois parts : introduction, nœud et dénouement :
Prologue :
Il situe la narration dans le milieu du traditionnel : l'auteur va écrire une histoire qu'il a entendue raconter et qui est tellement crédible qu'elle l'effraie.
Partie I
Alonso, fils des comtes d'Alcudiel, et sa cousine Beatriz, fille des comtes de Borges, reviennent d'une chasse au Monte de las Ánimas (mont des âmes). Il lui raconte une légende qui circule à Soria. Cette montagne était la propriété des Templiers, qui avaient été appelés par le roi pour combattre les Arabes, ce qui avait dérangé les nobles de Soria. Les désaccords entre eux ont finalement conduit à une confrontation armée dans les montagnes et, depuis lors, la nuit des Morts, ils sortent de leurs tombes pour continuer à se battre. Et c'est la nuit des Morts, alors Alonso leur conseille de partir au plus vite.
Partie II
De retour chez lui, Alonso propose à son cousin d'échanger des cadeaux avant de se séparer. Il veut lui offrir un bijou qui retenait la plume de son bonnet et elle lui offre une ceinture bleue qu'elle portait sur sa robe. Mais lorsqu'il va le lui donner, il se rend compte qu'il l'a perdu sur le Mont des Âmes. Il se sent obligé d'aller la retrouver, d'autant plus lorsque Beatriz est sceptique quant à la légende et se moque des craintes d'Alonso.
Partie III
Beatriz se couche, mais elle ne parvient pas à s'endormir paisiblement : elle entend des bruits, tels que des portes qui grincent... Elle prie dans son oratoire avec son livre de prières pour son cousin. À minuit, elle croit entendre des voix murmurer son nom à lui, elle se dit que c'était le vent. Dans son lit aux rideaux fermés, elle entendit des pas sur le tapis, une respiration laborieuse et des froissements de vêtements, des craquements, des objets déplacés... La nuit passe, trop lentement pour elle. Le lendemain matin, lorsqu'elle s'est réveillé, elle était sur le point de rire de ses peurs. Mais, sur son prie-dieu, elle vit, ensanglanté, le bracelet bleu qu'Alonso était allé chercher. Plus tard, les serviteurs viennent lui dire qu'ils ont trouvé son cousin mort sur la montagne, dévoré par les loups. Mais ils la trouvent accrochée aux piliers d'ébène de son lit, les yeux grands ouverts, la bouche entrouverte, les lèvres blanches, les membres rigides : elle est morte de terreur !
Partie IV (épilogue)
On raconte que, lors d'une nuit des Morts suivante, un chasseur se trouva sur le Mont des Âmes ; le lendemain, avant de mourir, il put rapporter ce qu'il y a vu. Au moment de la prière, les squelettes des anciens Templiers et des nobles enterrés dans la chapelle se levèrent avec un horrible fracas. Des chevaliers sur des squelettes des chevaux traquèrent comme une bête sauvage une belle femme pâle et échevelée, qui, les pieds nus et ensanglantés, et poussant des cris d'horreur, tournait autour du tombeau d'Alonso.

## Lieux et personnages

### Lieux
L'histoire passe autour du mont des âmes, , situé à la périphérie de Soria et sur les rives du fleuve Duero.
D'autres références spéciales qui apparaissent dans la légende sont :

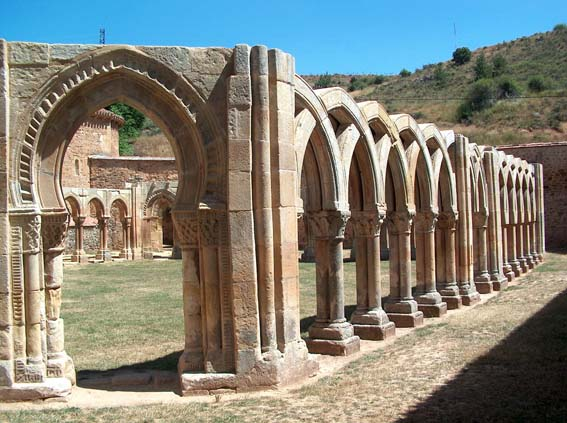
Monastère de San Juan de Douro, Soria.

1. La ville de Soria. Parmi les références qui lui sont faites, citons l'horloge Postigo. La Porte du Postigo (es) était l'une des portes de la muraille de Soria, encore conservée à l'époque de l'auteur.
2. Le couvent de San Polo (es), situé à la périphérie de Soria, dont il ne reste aujourd'hui que l'église. Sa fondation est attribuée à l'Ordre des Templiers.
3. San Juan de Douro. Monastère roman de Soria appartenant à l'Ordre de Malte.
4. Le mont des âmes. Situé à la périphérie de Soria et sur les rives du Duero. Une certaine confrérie récoltait les fruits de cette région pour récolter des fonds afin de célébrer des messes pour les âmes des défunts, d'où le nom de la montagne.
5. Le pont qui donne pas à la ville.
6. Le mont Moncayo, situé dans la limite entre Soria et Saragosse.

#### Personnages
Les personnages sont :
- Alonso : Héritier des terres où se déroule l'histoire. C'est un jeune garçon innocent, amoureux de la belle Beatriz. Il meurt pour lui faire plaisir en partant à la recherche d'un objet perdu qui lui appartient.
- Beatriz : Elle est la cousine d'Alonso, fille des comtes de Borges. C'est une jeune et belle femme aux cheveux noirs, aux lèvres fines et aux yeux bleu profond.
- Autres personnages : Comtes, serviteurs, chasseurs, templiers et nobles.